# Phacelia furnissii
Phacelia furnissii är en strävbladig växtart som beskrevs av N.Duane Atwood. Phacelia furnissii ingår i Faceliasläktet som ingår i familjen strävbladiga växter. Inga underarter finns listade i Catalogue of Life.